# Три сестри (серіал, 2011)
Три сестри — український комедійний серіал. Прем'єра відбулась 3 жовтня 2011 року на телеканалі К1. Повторні покази з повним українським багатоголосовим закадровим озвученням транслювались на телеканалах К1 і Zoom.

## Сюжет
Головні героїні серіалу – три сестри: Брюнетка (Ганна Саліванчук), Блондинка (Яна Глущенко, Олена Турбал) та Шатенка (Вікторія Булітко). Сестри марять шикарним життям, мріють успішно вийти заміж (бажано за олігарха). Ця надцінна ідея поєднує їх і одночасно робить суперницями. Сестри живуть утрьох у звичайній квартирі, гуляють у парку – це і є місце полювання на холостяків. Вони навчаються в автошколі, ходять до салонів краси, ресторанів і фітнес-клубів — роблять все те, без чого звичайній жінці просто не прожити. Разом і окремо героїні потрапляють у різні комічні ситуації. Родзинка серіалу це студія звукозапису, в якій сестри грають наживо на музичних інструментах у групі «Улітка» і мріють про славу...

## Актори
- Ганна Саліванчук -  Брюнетка;
- Яна Глущенко (1-3 сезони) -  Блондинка;
- Олена Турбал (4-6 сезони) -  Блондинка;
- Вікторія Булітко -  Шатенка;
- Євген Сморигін - Євген Михайлович: талановитий продюсер, журналіст, бабуся;
- Тамара Яценко (1-3 сезони) -  ворожка;
- Кирило Бін - вчитель фізичної культури.
- Олексій Вертинський;
- Олександр Ярема;
- В'ячеслав Шеховцов
- Костянтин Корецький;
- Руслан Ніконенко;
- Наталія Корецька
- Валерій Юрченко;
- Валерій Кирющенко;
- Дмитро Туркевич;
- Костянтин Данилюк
- Геннадій Попенко
- Ярослав Чорненький;
- Олександр Попов;
- Оксана Сташенко.